# 7TP
7TP (skrót od siedmiotonowy, polski) – polski czołg lekki skonstruowany przed II wojną światową. Obok tankietek TK-3 i TKS był podstawową bronią polskich sił pancernych podczas wojny obronnej 1939.

## Historia

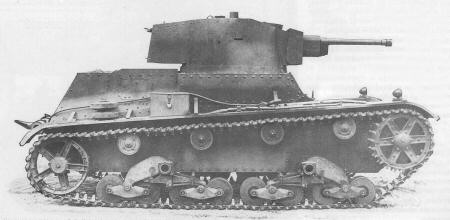
Jednowieżowa wersja 7TP w rzucie bocznym

Konstrukcja czołgu 7TP była polskim rozwinięciem brytyjskiego czołgu Vickers E, którego licencję zakupiła Polska w dwudziestoleciu międzywojennym. Czołg został zatwierdzony do produkcji wiosną 1935 roku. W porównaniu z czołgiem Vickers, 7TP miał mocniejszy silnik wysokoprężny i był pierwszym w Europie oraz jednym z pierwszych na świecie czołgów wyposażonych w tego rodzaju silnik. Oprócz Polaków, silnik dieslowski docenił również ZSRR, który rozpoczął w tamtym okresie montaż czołgów BT-7M. Takie rozwiązanie było znacznie bezpieczniejsze, niż stosowane powszechnie w tamtym okresie silniki benzynowe, ze względu na mniejszą łatwopalność oleju napędowego. Zmiany układu napędowego pociągnęły za sobą zmianę sylwetki czołgu, wóz otrzymał też nieco grubszy pancerz.

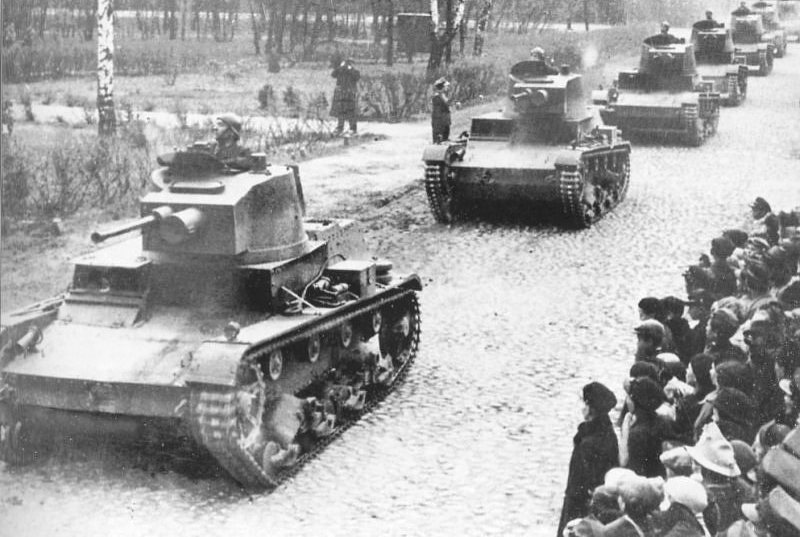
Wersja jednowieżowa 7TP

Pierwsze 25 czołgów wyprodukowano w przejściowym wariancie dwuwieżowym. Ostateczny wariant jednowieżowy miał w wieży opracowaną przez firmę Bofors armatę przeciwpancerną 37 mm Bofors.
Brak jest pewnych danych dotyczących liczby wyprodukowanych czołgów. Podaje się często liczbę między 132–134 sztuki jako stan czołgów 7TP przed wojną. Wersji jest kilka:
- Według zestawienia J. Magnuskiego, wyprodukowano 132 seryjne czołgi ogółem (w tym 11 oddanych już we wrześniu 1939) oraz co najmniej 4 prototypy (ze zwykłej stali)[4]. Czołgi były produkowane przez Państwowe Zakłady Inżynierii w zakładach w Ursusie.
- Według opracowania „Wielki Leksykon Uzbrojenia Wrzesień 1939" pojazdów ogółem było 134 w tym: 109 jednowieżowych i 25 pojazdów dwuwieżowych (niektóre zostały później przebudowane na pojazdy jednowieżowe, pozostałe pełniły role pojazdów szkolnych).

Państwowe Zakłady Inżynierii wykonały testy jednego egzemplarza 7TP (nr rejestracyjny 1766) z silnikiem CT1D. Był to wstęp do dalszych prac rozwojowych nad czołgiem 7TP. Trzeba jednak zwrócić uwagę, iż był to dalej czołg 7TP z dopiskiem „wzmocniony”. W powojennej nomenklaturze przyjęło się mówić na pojazd 9TP.

## Opis
W chwili wybuchu wojny polski czołg 7TP stanowił jedną z najbardziej udanych konstrukcji w zakresie broni pancernej. Posiadał on szereg rozwiązań niespotykanych w innych wozach tej klasy w tamtym okresie, jak peryskop odwracalny konstrukcji Rudolfa Gundlacha umożliwiający załodze obserwację pola bitwy w zakresie 360 stopni czy wysokoprężny silnik.

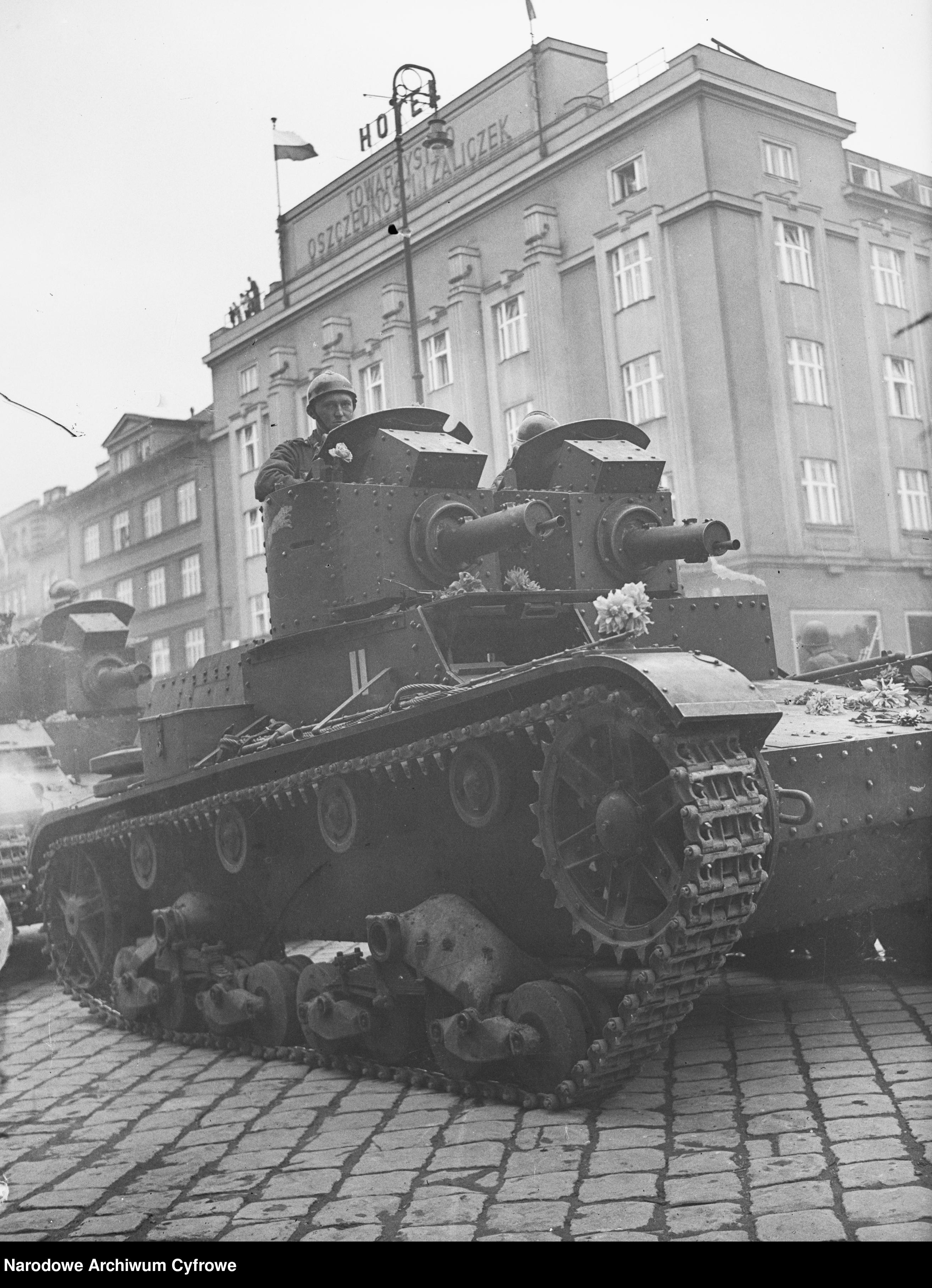
Wczesna dwuwieżowa wersja czołgu 7TP oparta na modyfikacji brytyjskiego czołgu Vickers E

Już od 1938 roku w dwuwieżowym wariancie czołgu montowano również krajowej produkcji radiostację RKBc umożliwiającą łączność na dystansie 6 km oraz jej nowocześniejszy wariant 2N/C, który dzięki kluczowi umożliwiał utrzymanie łączności na dystansie 25 km. W czołgach w wariancie jednowieżowym przewidziano specjalne miejsce na radiostację w wersji 2N/C oraz anteny nadawcze i odbiorcze. Sprzęt ten przeznaczony był dla kadry dowódczej i instalowano go w pojazdach dowódców plutonów, kompanii oraz batalionów. W sumie przed wrześniem 1939 roku ministerstwo wojny zakupiło ok. 38 sztuk radiostacji nowszego typu.
7TP ustępował wyraźnie pod względem opancerzenia jedynie nowszym wersjom niemieckich czołgów PzKpfw III E i PzKpfw IV B-C. Były to jednak czołgi średnie o masie sięgającej 20 ton i stanowiły względnie niewielką część niemieckich sił pancernych. Mniej wyraźnie ustępował opancerzeniem także starszym wersjom tych czołgów i zaanektowanym przez Niemców czołgom czechosłowackim PzKpfw 35(t) i PzKpfw 38(t). Jego uzbrojenie w postaci armaty 37 mm było w pełni porównywalne z uzbrojeniem wymienionych czołgów, z wyjątkiem czołgu PzKpfw IV, który jednak miał krótkolufową armatę 75 mm, nieprzeznaczoną do celów przeciwpancernych. Czołgi 7TP były lepsze od niemieckich czołgów lekkich PzKpfw I i II. Mogły również skutecznie zwalczać ówczesne niemieckie czołgi średnie (PzKpfw III i IV).
Według testów czołgu w instytucie w Kubince w ZSRR jesienią 1939, oceniono, że 7TP stanowi najbardziej interesujący i nowoczesny pod względem swoich cech konstrukcyjnych spośród wszystkich znanych obecnie wariantów czołgu Vickers 6-tonowego (należy mieć przy tym na uwadze, że w ZSRR produkowano własny analogiczny czołg rozwinięty z konstrukcji Vickersa T-26, testowany w warunkach bojowych m.in. w czasie wojny domowej w Hiszpanii).

## Plany produkcji i dostarczania wojsku czołgów 7TP
Koszt wyprodukowania jednego czołgu 7TP bez uzbrojenia wynosił ok. 181 500 zł, a z uzbrojeniem 231 000 zł. Koszt wystawienia jednego batalionu, który składał się z 3 kompanii tych czołgów wraz z amunicją oraz garażami wynosił 18 830 000 zł.

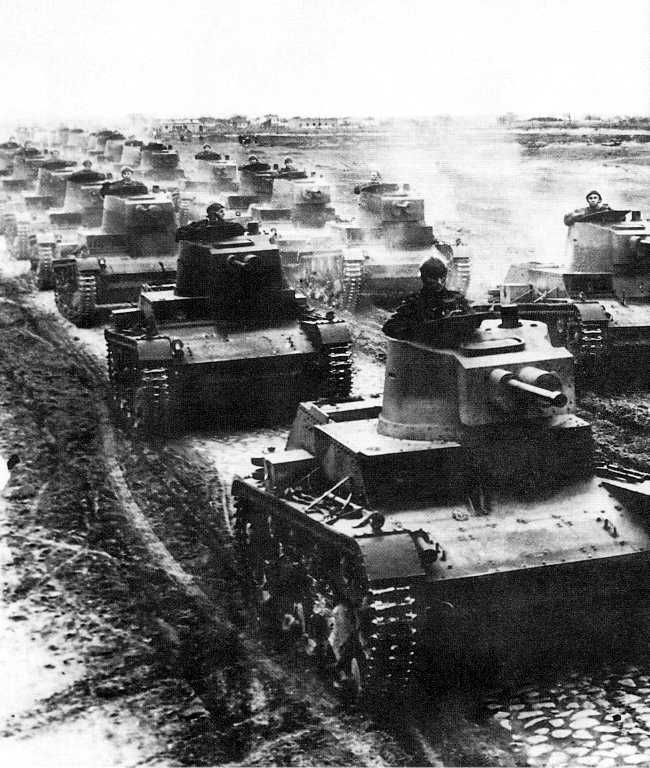
Czołgi 7TP na manewrach

W 1937 r. wstrzymano czasowo produkcję czołgów 7TP, uznając je za konstrukcje nieodpowiadające wymogom pola walki. Jednocześnie jednak nie uruchomiono produkcji seryjnej nowych typów. Dopiero w 1939 r. w trybie alarmowym ponownie uruchomiono produkcję nieznacznie przekonstruowanych czołgów 7TP. Decyzja ta doprowadziła do tego, że 1 września 1939 r. Wojsko Polskie posiadało niewielką liczbę czołgów 7TP, gdyż przez lata możliwości produkcyjne zakładów zbrojeniowych nie były wykorzystywane.
Do 31 sierpnia 1939 dostarczono tylko 112 czołgów w wersji jednowieżowej. Do 31 grudnia 1939 planowano dostarczyć kolejnych 67 czołgów, co pozwoliłoby sformować kolejny (trzeci) batalion czołgów lekkich – prawdopodobnie w Zgierzu. Do 30 kwietnia 1940 planowano dostarczyć kolejnych 121 czołgów, co pozwoliłoby sformować następny (czwarty) batalion czołgów lekkich – czołgi z silnikiem CT1D. W tym miejscu trzeba zaznaczyć, że harmonogram dostaw czołgów nie szedł w parze z harmonogramem dostaw uzbrojenia do nich – stąd liczba czołgów znacznie większa niż wymagana jako wyposażenie czterech batalionów. Do 31 lipca 1940 planowano dostarczyć kolejnych 50 czołgów, co pozwoliłoby sformować piąty i szósty batalion czołgów lekkich (czołgi z silnikami CT1D).

## Należność wyposażenia w amunicję według norm z 1939 roku: Batalion czołgów 7TP
Do działa 37 mm – 4,0 JO (w tym: na wozie pancernym – 2,00 JO, wóz amunicyjny w plutonie gospodarczym batalionu – 2,00 JO);
do ckm – 4,0 JO (w tym: na wozie pancernym – 1,98 JO, w patrolu reperacyjnym – 0,02 JO, wóz amunicyjny w plutonie gospodarczym batalionu – 2,00 JO)
1 JO do działa 37 mm: 40 nabojów, w tym z pociskiem przeciwpancernym – 14 nabojów, z granatem kruszącym – 26 nabojów. 1 JO do ckm: 2000 nabojów, w tym z pociskiem Sc (ciężki) – 1400 nabojów, z pociskiem P (przeciwpancerny) – 200, z pociskiem Ps (przeciwpancerno-świetlny) – 400.

## Służba

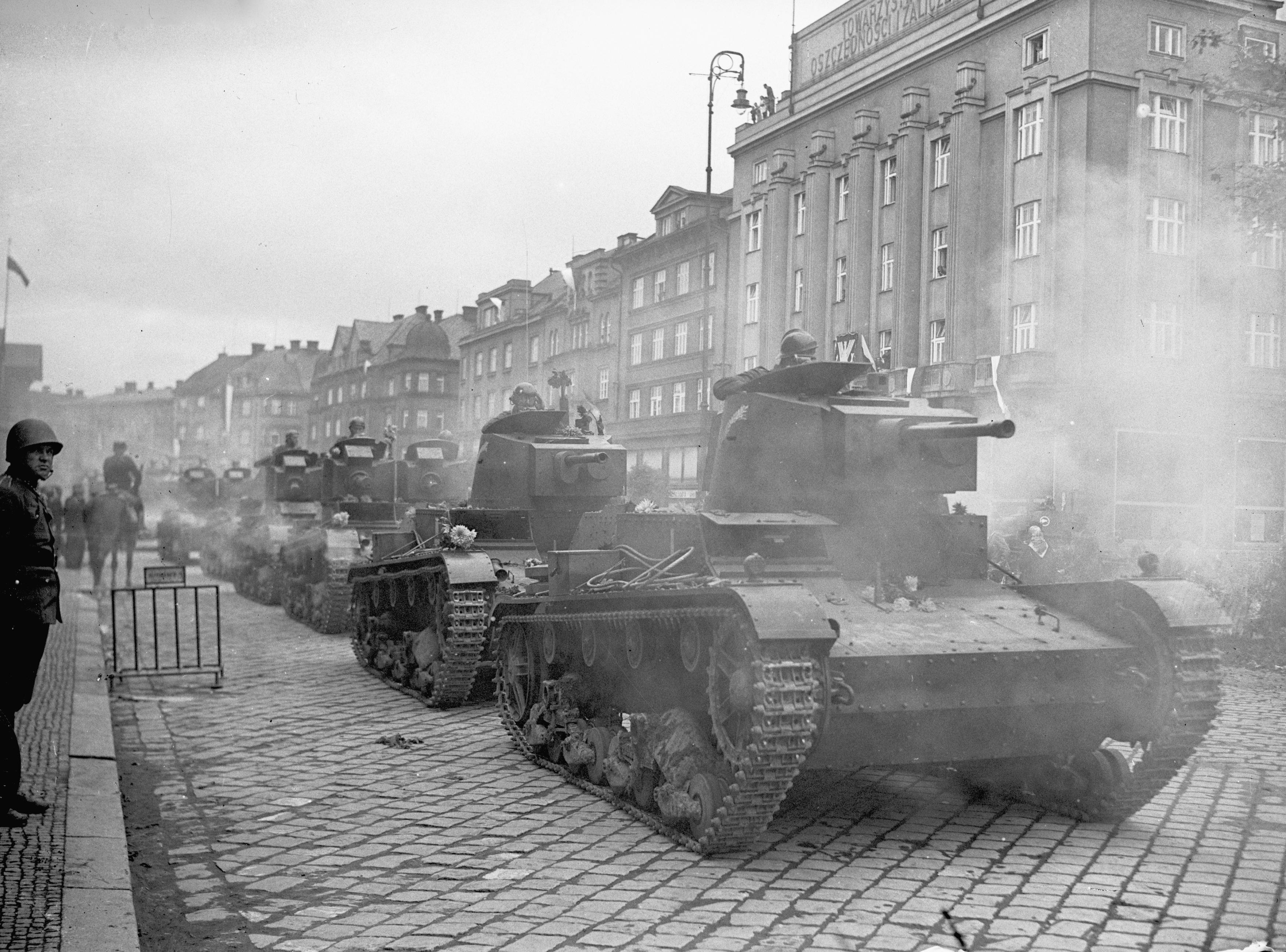
Czołgi 7TP podczas zajmowania Zaolzia, 1938

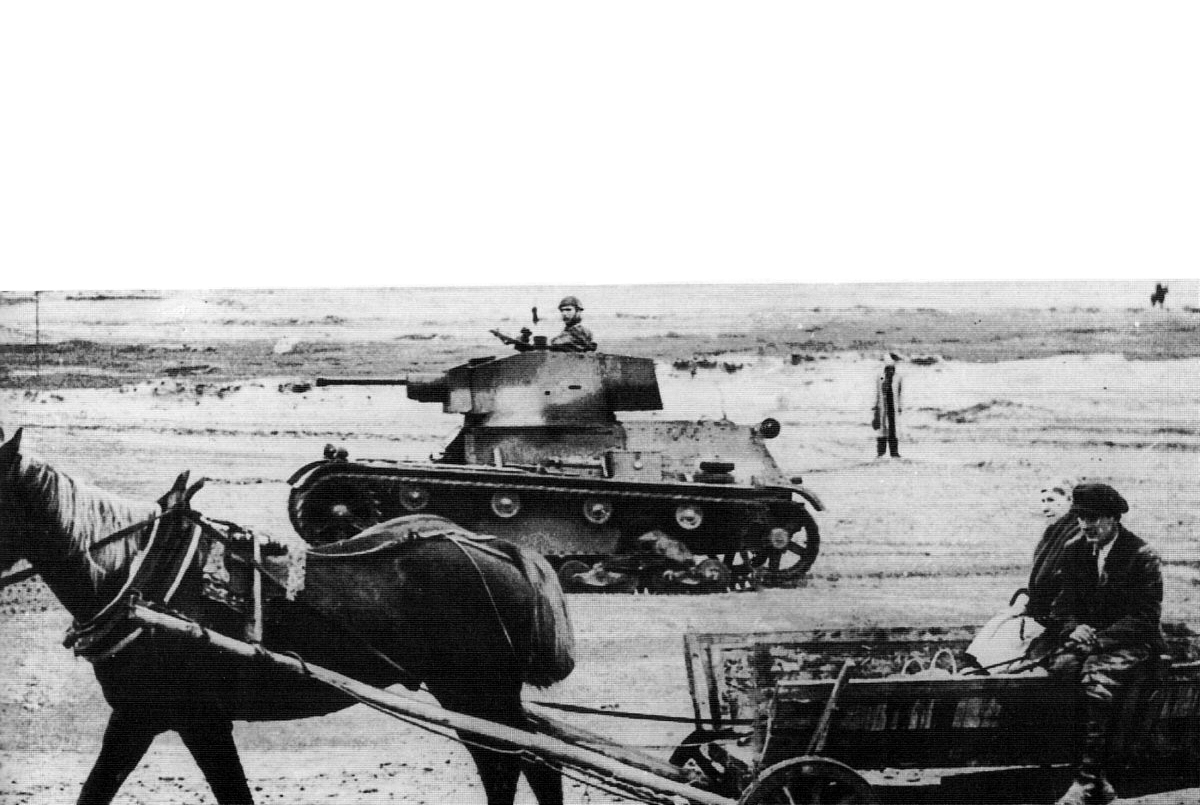
Czołg 7TP w czasie walk kampanii wrześniowej, 1939

Czołgi 7TP w kampanii wrześniowej 1939 używane były w składzie następujących jednostek Wojska Polskiego (według Wielki Leksykon Uzbrojenia Wrzesień 1939):
- 1. Batalion Czołgów Lekkich – 56 pojazdów (w tym 7 dwuwieżowych), w tym 26 w zapasie mobilizacyjnym (tylko jednowieżowe klasy „A”), 23 jako szkolno-mobilizacyjne (jednowieżowe klasy „B”) i 7 szkolnych (tylko dwuwieżowe, w tym prototypowy „Słoń” klasy „C”)
- 2. Batalion Czołgów Lekkich – 57 pojazdów (w tym 10 dwuwieżowych). 26 w zapasie mobilizacyjnym (tylko jednowieżowych uznanych za klasę „A”), 23 jako szkolno-mobilizacyjne (klasa „B”- w tym 2 dwuwieżowe) i 8 szkolnych (klasa „C” – tylko dwuwieżowe)
- 1 Kompania Czołgów Lekkich Dowództwa Obrony Warszawy – 10 czołgów 7TP (8 dwuwieżowych, a wśród 2 jednowieżowych jeden to prototypowy „Smok”), wszystkie pojazdy widniały jako szkolne klasy „C”
- 2 Kompania Czołgów Lekkich Dowództwa Obrony Warszawy – 11 czołgów 7TP jednowieżowych w trakcie prób odbiorczych (klasa „A”)

1. Batalion Czołgów Lekkich w składzie Armii Odwodowej „Prusy” brał udział w walkach odwrotowych od rejonu Tomaszowa Mazowieckiego do rejonu ujścia Pilicy do Wisły. Tam utracono większość sprzętu. Około 20 czołgów udało się wycofać i dołączono je do Warszawskiej Brygady Pancerno-Motorowej. Następnie walczyły pod Tomaszowem Lubelskim i tam uległy zniszczeniu.
Po kampanii wrześniowej 1939 armia niemiecka zdobyła pewną liczbę tych maszyn. Przyjęto je do uzbrojenia Wehrmachtu jako Pzkpfw 731 (p) 7TP, aczkolwiek brak jest świadectw o ich użyciu bojowym – używane były przede wszystkim do służby okupacyjnej.
Na podwoziu czołgu lekkiego 7TP opracowano również ciągnik artyleryjski C7P. W planach było również skonstruowanie na bazie czołgu 7TP cięższej wersji – 9TP (masa 10,6 – 11,2 tony, pancerz: max. 30–40 mm).

## Użytkownicy
- Polska: 109 7TP jednowieżowych, 25 7TP dwuwieżowych.
- III Rzesza: około 20 7TP jednowieżowych zdobytych w czasie kampanii wrześniowej, przemianowane na PzKpfw 7TP 731(p).
- ZSRR: co najmniej 4 7TP zdobyte w czasie kampanii wrześniowej, używane do testów[13].
- Stany Zjednoczone: 1 7TP zdobyty w czasie operacji Overlord, dalsze losy nieznane[14].
- [[Niepodległe Państwo Chorwackie|Chorwacja]]:Prawdopodobnie 2 albo 3 otrzymane od III Rzeszy i od Węgier.

## Rekonstrukcja czołgu 7TP
W Polsce nie zachował się ani jeden kompletny wóz tego typu. W ekspozycji Muzeum Wojska Polskiego w Warszawie są jedynie fragmenty podwozia i wieży. W 2006 roku grupa entuzjastów techniki militarnej II RP z Bielska-Białej skupiona w Fundacji Wojskowości Polskiej rozpoczęła rekonstrukcję czołgu na podstawie zachowanych planów oraz części. Rekonstruktorzy sukcesywnie prezentowali efekty swoich prac podczas imprez historycznych. W 2009 roku odbyła się prezentacja częściowo zrekonstruowanego 7TP przed Pałacem Prezydenckim w Warszawie. Dzięki kancelarii prezydenta RP sfinansowano rekonstrukcję układu jezdnego czołgu. Kompletna rekonstrukcja zakończona została w 2011. W grudniu 2017 roku za niecałe 2 mln zł zrekonstruowany czołg został zakupiony przez Muzeum Wojska Polskiego.

## Czołg 7TP w rozrywce interaktywnej
Czołg 7TP pojawia się rozlicznych grach komputerowych: Panzer General na planszach „Poland” i „Warsaw”, jest podstawowym wozem Polskich Sił Pancernych w Blitzkrieg, na dwóch polskich mapach w modyfikacji – Forgotten Hope – do gry Battlefield 1942 oraz w Hearts of Iron IV wraz z prototypami 9TP i 10TP, także w World of Tanks jako element drzewa polskiego, Codename Panzers, Total Tank Simulator oraz w samouczku gry Sudden Strike 4 (wersja pierwsza wraz z tankietkami TKS).